# 6153 Hershey
6153 Hershey (1990 OB) là một tiểu hành tinh vành đai chính được phát hiện ngày 19 tháng 7 năm 1990 bởi Helin, E. F. ở Palomar.